# Sierra Aylina McClain
Sierra Aylina McClain (Atlanta, 16 de março de 1994) é uma cantora e atriz estadunidense, irmã mais velha das atrizes e cantoras China Anne McClain e Lauryn Alisa McClain.

## Biografia
Em março de 1994, Sierra Aylina nasceu em Atlanta (Georgia) e é filha do produtor Michael McClain e de uma cantora Shontelle McClain. Ela atuou em vários filmes e séries de televisão ao lado de suas duas irmãs mais novas. O trabalho mais recente de Sierra foi na série estadunidense Empire.

## Filmografia
| Ano  | Título                       | Papel                     | Notas          |
| ---- | ---------------------------- | ------------------------- | -------------- |
| 2005 | The Gospel                   | Youth in Children's Choir |                |
| 2007 | Garotinhas do Papai          | Sierra James              |                |
| 2008 | Six Blocks Wide              | Neighbor #10              | Curta metragem |
| 2009 | Psicólogo                    | Carina                    |                |
| 2016 | Untitled Lena Waithe Project | Jerrika                   | Telefilme      |
| 2017 | Caçador de Mentes            |                           |                |
| 2018 | Honey: Rise Up and Dance     | Tosha                     |                |

| Ano               | Título                                 | Papel        | Notas                                     |
| ----------------- | -------------------------------------- | ------------ | ----------------------------------------- |
| 2006              | House of Payne                         | Jasmine      | 2 episódios                               |
| 2010              | Flip the Script Kids Reality Special ( | Ela mesma    | Participação especial                     |
| 2012              | A.N.T. Farm                            | Syerra       | 2° temporada, EP 16: ChANTs of a Lifetime |
| 2016 - atualmente | Empire                                 | Nessa Parker | Elenco recorrente                         |

## Videoclipes
Rise (Chimpanzee) - McClain Sisters - Disney Chanel - 2012
Great Divide - McClain Sisters - Tinker Bell: Secret of the Wings - 2012